# Шашечница прерывистая
Шашечница прерывистая (Melitaea interrupta) — вид дневных бабочек рода Шашечницы (Melitaea) семейства Нимфалиды (Nymphalidae). Длина переднего крыла 17—23 мм.

## Этимология названия

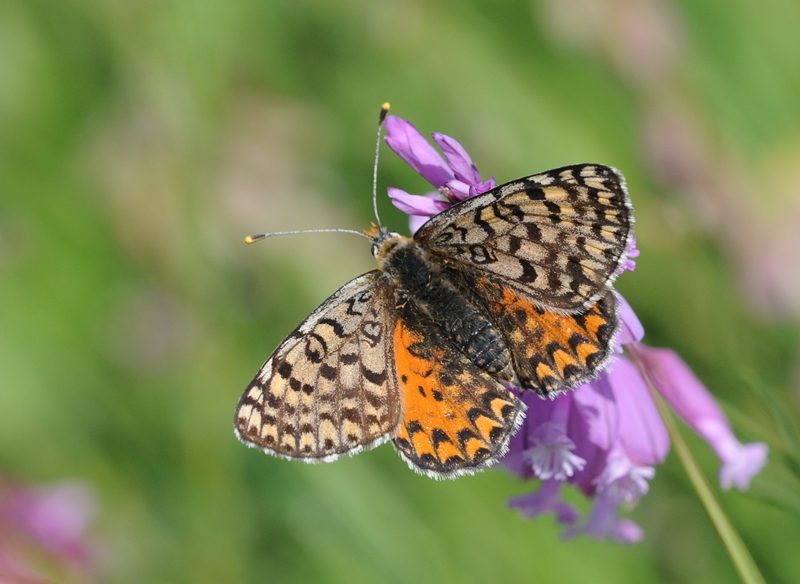

Interrupta (с латинского) — «прерывчатая», «разорванная». Название дано по характерной окраске испода заднего крыла..

## Ареал
Северо-Восточная Турция, Северный Иран, Закавказье, Большой Кавказ.
В России населяет восток Краснодарского края и Адыгею, юг Ставропольского края, горы Карачаево-Черкесии, Приэльбрусья и восточной оконечности Главного хребта Большого Кавказа.
Бабочки населяют субальпийские и разнотравные луга на высоте от 1200 до 2350 метров над уровнем моря.

## Биология

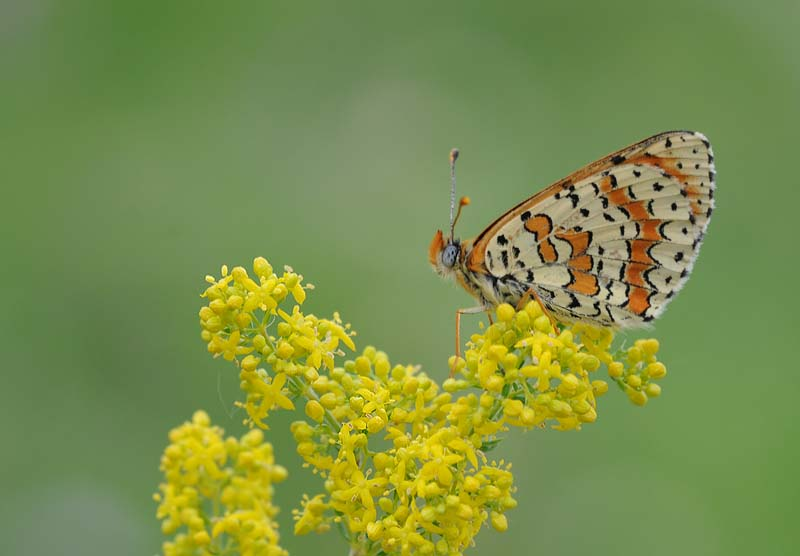

Развивается в одном поколении за год. Время лёта бабочек в конце июня—начале августа. Самки делают кладки яиц на нижнюю сторону листьев по 30—50 штук. Бабочки питаются на соцветиях горца (Polygonum), горечавки (Genista), различных норичниковых и бобовых. Самцы часто скапливаются большими группами, иногда до 50-60 экземпляров, на лужах у горных дорог. Кормовые растения гусениц: фиалка (Viola sp.), подорожник (Plantago), котовник (Nepeta sp.). Гусеницы питаются на листьях кормового растения. Гусеницы первого-третьего возрастов держатся группами, но, в отличие от других видов шашечниц, не плетут гнёзд из шелковины. Зимует гусеница 2—3 возраста. После зимовки ведут одиночный образ жизни. Окукливаются на стеблях растений. Стадия куколки длится 10—12 дней.